# الرئيس الأمريكي (فلم)
الرئيس الأمريكي (بالإنجليزية: The American President) هو فيلم أمريكي رومانسي درامي صدر عام 1995، من إخراج روب راينر وتأليف آرون سوركين. أبطال الفيلم هم: مايكل دوغلاس، آنيت بنينغ، مارتن شين، مايكل جي فوكس، و ريتشارد درايفوس.

## طاقم التمثيل
- مايكل دوغلاس بدور الرئيس أندرو شيبرد
- آنيت بنينغ بدور سيدني إيلين وايد
- مارتن شين بدور آي. جي. ماكينيرني، رئيس موظفي البيت الأبيض
- ديفيد بيمر بدور ليون كوداك
- سامانثا ماثيس بدور جين باسدين
- مايكل جي فوكس بدور لويس روتشيلد
- أنا ديفير سميث بدور روبن ماكول
- شونا والدرون بدور لوسي شيبرد، ابنة الرئيس
- آن هاني بدور السيدة تشابيل
- ريتشارد درايفوس بدور بوب رومسون
- نينا سيماسكو بدور بيث وايد، أخت سيدني
- وندي مالك بدور سوزان سلون
- بو بيلينغسليا بدور العميل الخاص كوبر، الخدمة السرية
- غيل ستريكلاند بدور استير ماكنيرني
- جوشوا مالينا بدور ديفيد
- جون ماهوني بدور ليو سولامان
- تايلور نيكولز بدور ستو

## وصلات خارجية
- مقالات تستعمل روابط فنية بلا صلة مع ويكي بيانات